# Scolopendra

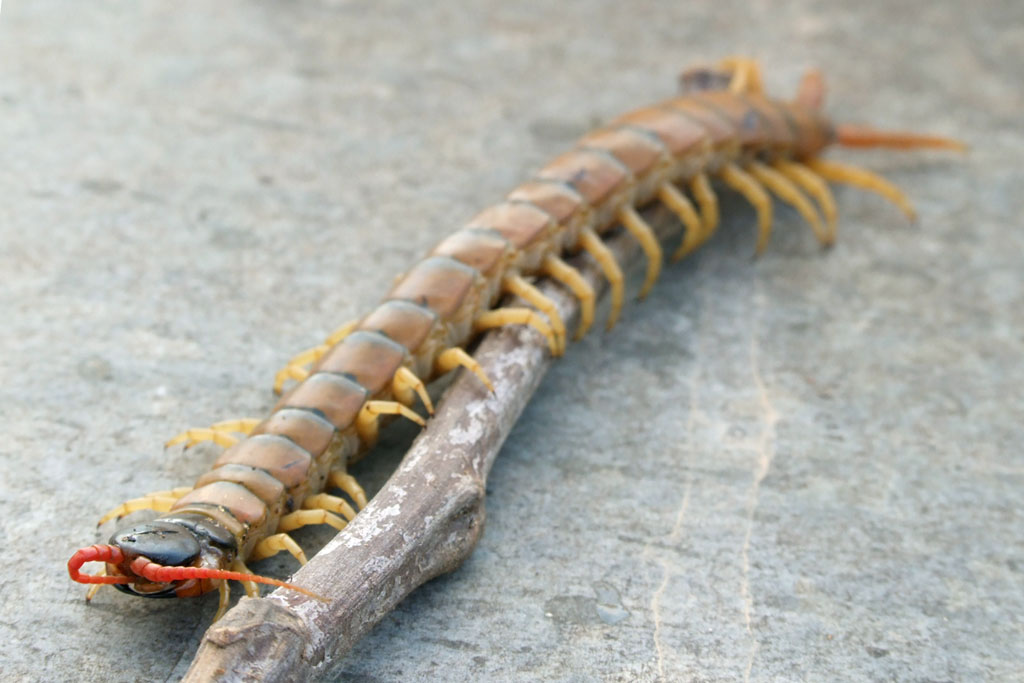
Scolopendra cingulata

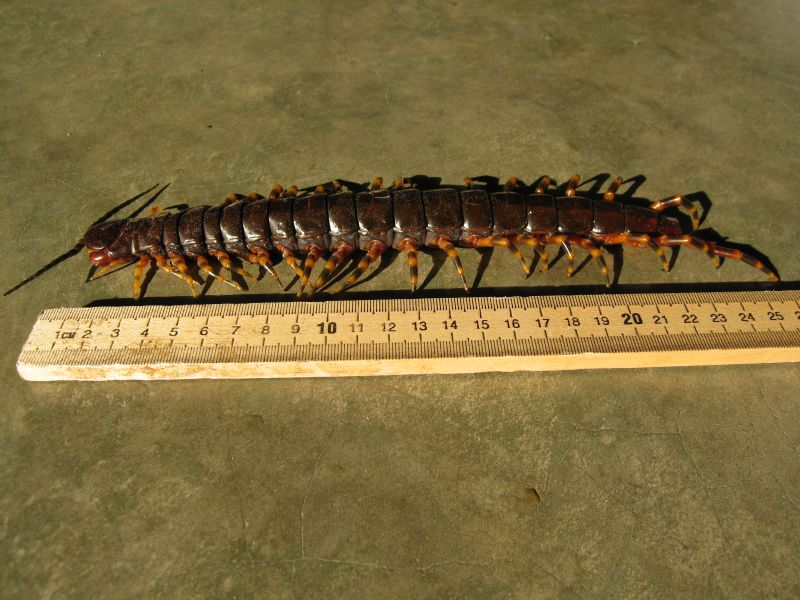
Scolopendra gigantea

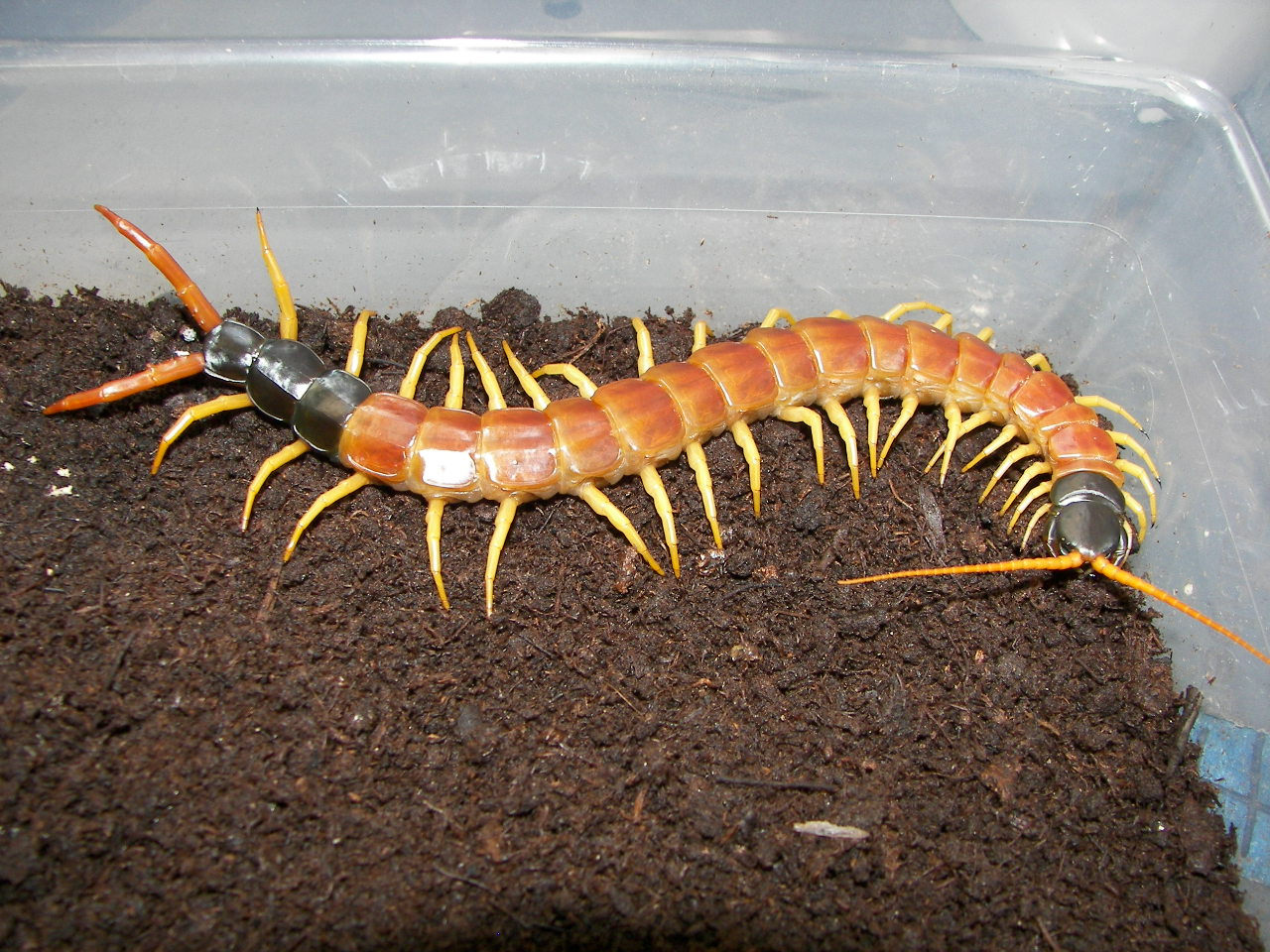
Scolopendra heros

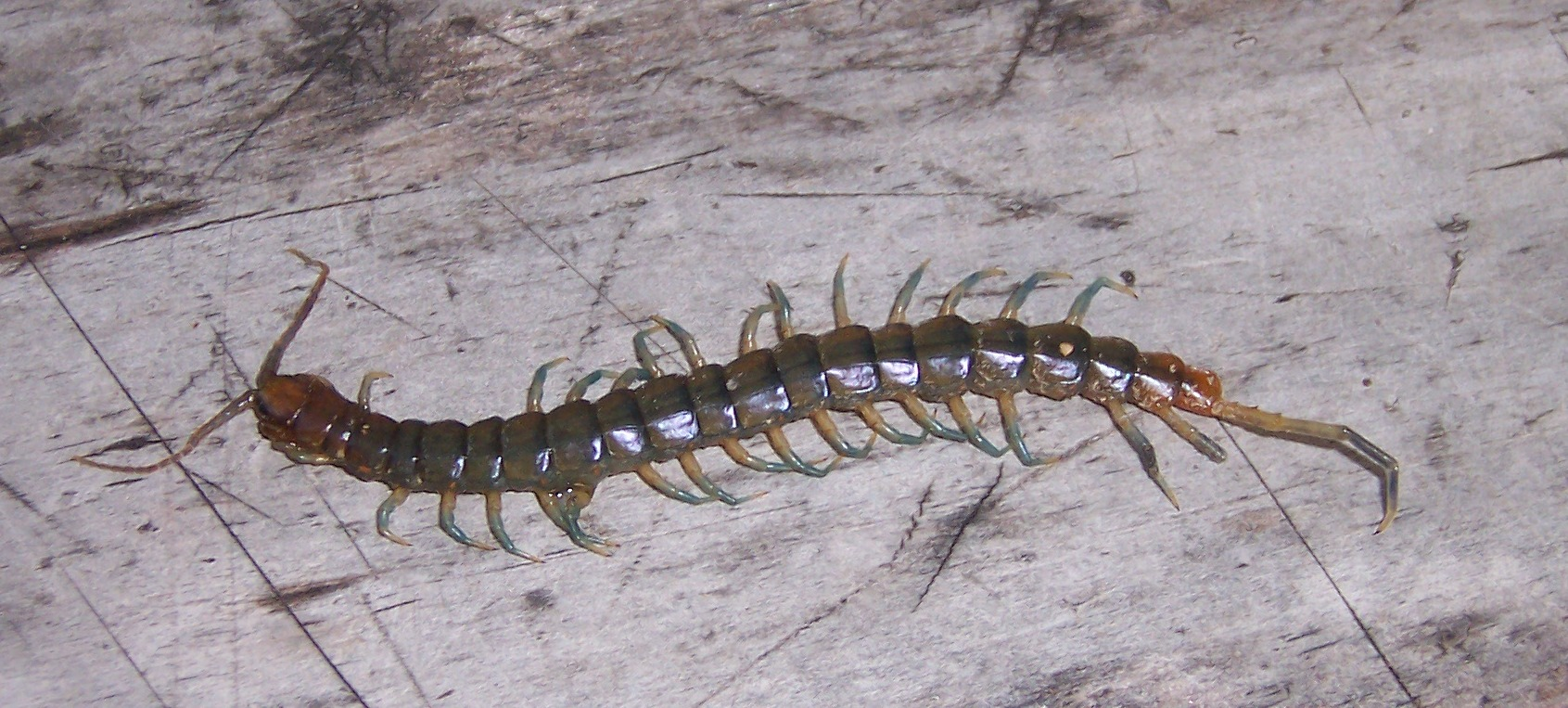
Scolopendra morsitans

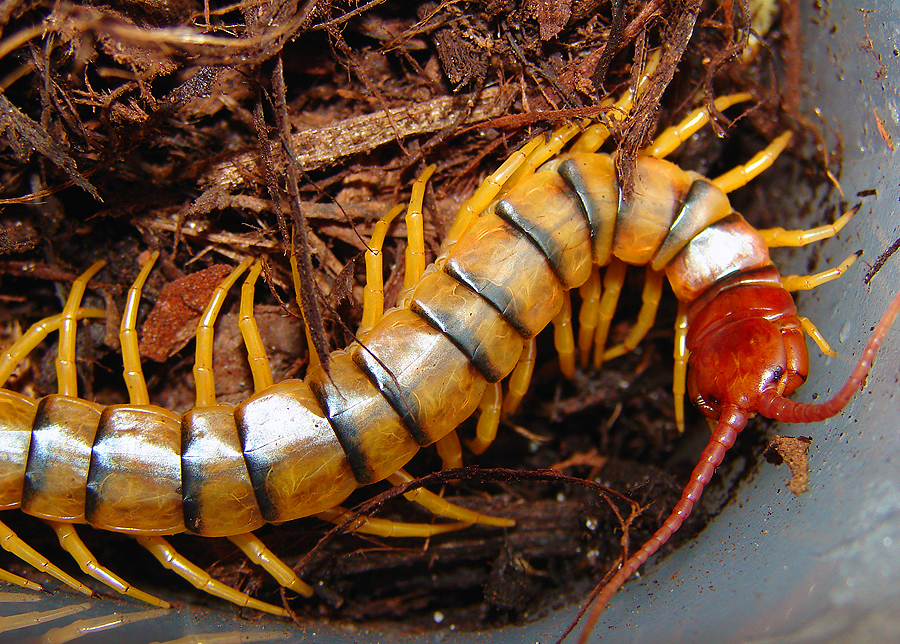
Scolopendra polymorpha

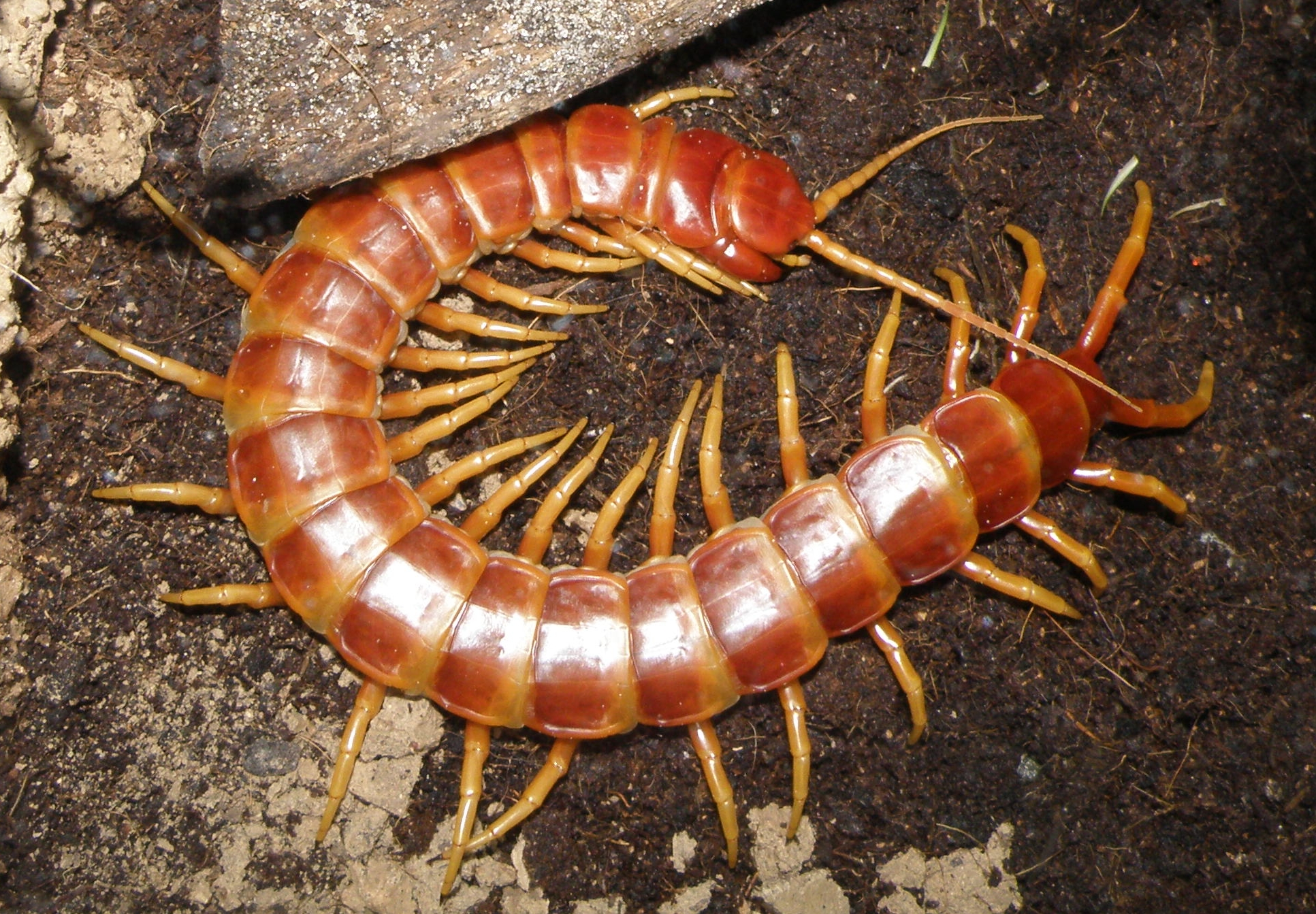
Scolopendra spinipriva

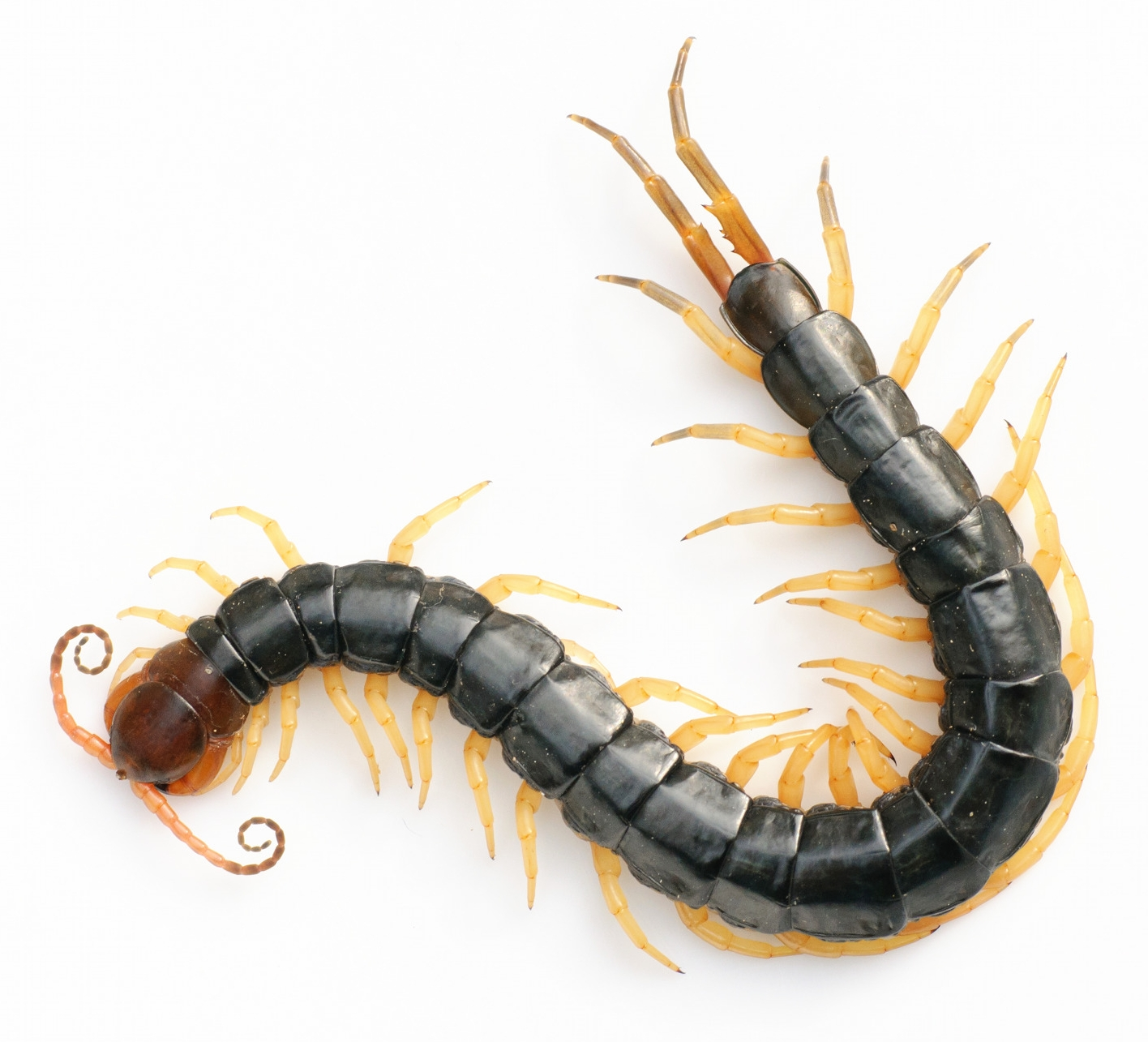
Scolopendra subspinipes

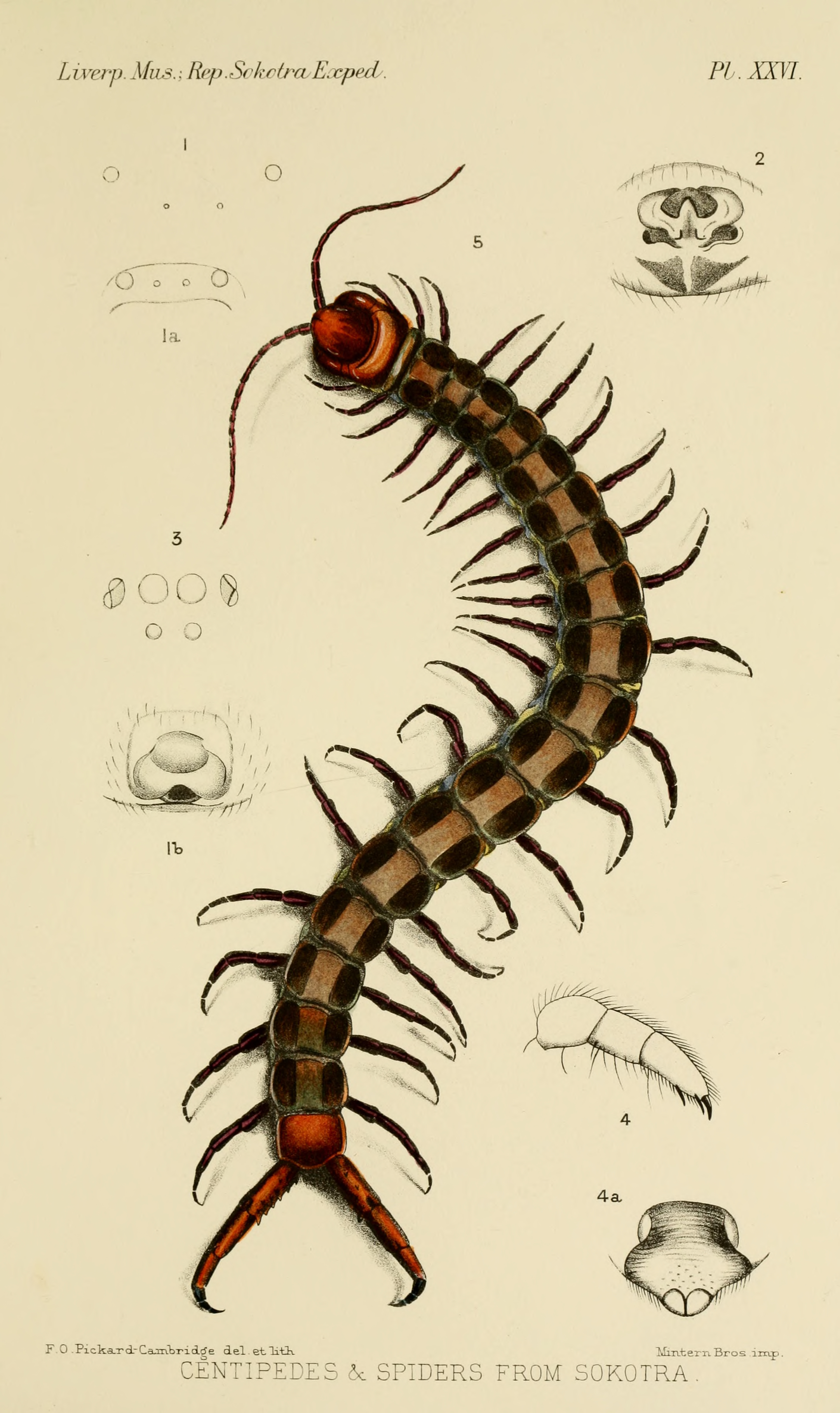
Scolopendra valida

A Scolopendra a százlábúak (Chilopoda) osztályának Scolopendromorpha rendjébe, ezen belül a Scolopendridae családjába tartozó nem.

## Rendszerezés
A nembe az alábbi 91 faj tartozik:
- Scolopendra abnormis Lewis & Daszak, 1996
- Scolopendra afer (Meinert, 1886)
- Scolopendra algerina Newport, 1845
- Scolopendra alternans Leach, 1813
- Scolopendra anatananarivoensis Kronmüller, C., 2010
- Scolopendra andhrensis Jangi & Dass, 1984
- Scolopendra angulata Newport, 1844
- Scolopendra angusticollis Murray, 1887
- Scolopendra anomia Newport, 1844
- Scolopendra appendiculata Daday, 1891
- Scolopendra arborea Lewis, 1982
- Scolopendra arenicola (Lawrence, 1975)
- Scolopendra arthrorhabdoides Ribaut, 1912
- Scolopendra attemsi Lewis, Minelli & Shelley, 2006
- Scolopendra aztecorum Verhoeff, 1934
- Scolopendra calcarata Porat, 1876
- Scolopendra canidens Newport, 1844
- Scolopendra childreni Newport, 1844
- Scolopendra chlora Chamberlin, 1942
- Scolopendra chlorotes C. L. Koch, 1856
- öves szkolopendra (Scolopendra cingulata) Latreille, 1829
- Scolopendra clavipes C. L. Koch, 1847
- Scolopendra concolor Newport, 1845
- Scolopendra crassa Templeton, 1846
- Scolopendra cretica Attems, 1902
- Scolopendra cribrifera Gervais, 1847
- Scolopendra crudelis C. L. Koch, 1847
- Scolopendra dalmatica C. L. Koch, 1847
- Scolopendra ellorensis Jangi & Dass, 1984
- Scolopendra fissispina L. Koch, 1865
- Scolopendra foveolata Verhoeff, 1937
- Scolopendra galapagoensis Bollman, 1889
- Scolopendra gigantea Linnaeus, 1758
- Scolopendra gracillima Attems, 1898
- Scolopendra hardwickei Newport, 1844
- Scolopendra hermosa Chamberlin, 1941
- Scolopendra heros Girard, 1853
- Scolopendra horrida C. L. Koch, 1847
- Scolopendra inaequidens Gervais, 1847
- Scolopendra indiae (Chamberlin, 1914)
- Scolopendra indica Meinert, 1886
- Scolopendra inermipes C. L. Koch, 1847
- Scolopendra inermis Newport, 1845
- Scolopendra jangii Khanna & Yadav, 1997
- Scolopendra koreana (Verhoeff, 1934)
- Scolopendra labiata C. L. Koch, 1863
- Scolopendra laeta Haase, 1887
- Scolopendra langi (Chamberlin, 1927)
- Scolopendra latro Meinert, 1886
- Scolopendra limicolor Wood, 1861
- Scolopendra lucasii Gervais, 1847
- Scolopendra lutea (Attems, 1928)
- Scolopendra madagascariensis Attems, 1910
- Scolopendra malkini Chamberlin, 1955
- Scolopendra mazbii Gravely, 1912
- Scolopendra media (Muralewicz, 1926)
- Scolopendra melionii Lucas, 1853
- Scolopendra metuenda Pocock, 1895
- Scolopendra michoacana Chamberlin, 1941
- Scolopendra mima Chamberlin, 1942
- Scolopendra mirabilis (Porat, 1876)
- Scolopendra monticola (Lawrence, 1975)
- Scolopendra morsitans Linnaeus, 1758 - típusfaj
- Scolopendra multidens Newport, 1844
- Scolopendra negrocapitis Zhang & Wang, 1999
- Scolopendra nuda (Jangi & Dass, 1980)
- Scolopendra occidentalis F. Meinert, 1886
- Scolopendra octodentata Verhoeff, 1934
- Scolopendra oraniensis Lucas, 1846
- Scolopendra pachygnatha Pocock, 1895
- Scolopendra paranuda (Khanna & Tripathi, 1987)
- Scolopendra pentagramma Motschoulsky, 1886
- Scolopendra pinguis Pocock, 1891
- Scolopendra polymorpha Wood, 1861
- Scolopendra pomacea C. L. Koch, 1847
- Scolopendra puncticeps Wood, 1861
- Scolopendra punensis Jangi & Dass, 1984
- Scolopendra robusta Kraepelin, 1903
- Scolopendra sanatillae Bollman, 1893
- Scolopendra silhetensis Newport, 1845
- Scolopendra spinipriva Bücherl, 1946
- Scolopendra spinosissima Kraepelin, 1903
- Scolopendra subspinipes Leach, 1815
- Scolopendra sumichrasti Saussure, 1860
- Scolopendra tenuitarsis Pocock, 1895
- Scolopendra valida Lucas, 1840
- Scolopendra violacea Fabricius, 1798
- Scolopendra viridicornis Newport, 1844
- Scolopendra viridipes Dufour, 1820
- Scolopendra viridis Say, 1821
- Scolopendra zuluana (Lawrence, 1958)

## Fordítás
- Ez a szócikk részben vagy egészben  a   Scolopendra című angol Wikipédia-szócikk ezen változatának fordításán alapul.  Az eredeti cikk szerkesztőit annak laptörténete sorolja fel. Ez a jelzés csupán a megfogalmazás eredetét és a szerzői jogokat jelzi, nem szolgál a cikkben szereplő információk forrásmegjelöléseként.